# Clerota ornata
Clerota ornata är en skalbaggsart som beskrevs av Valck Lucassen 1935. Clerota ornata ingår i släktet Clerota och familjen Cetoniidae. Inga underarter finns listade i Catalogue of Life.